# Pasquale Di Silvio
Pasquale Di Silvio, detto El Puma (Roma, 17 agosto 1979), è un pugile italiano, categoria pesi leggeri.
Ha iniziato la carriera professionistica nel 2007, sotto la guida Maestro Eugenio Agnuzzi ed in seguito di Roberto D'Elia e Valerio Monti.
Nel 2008 ha vinto la Coppa Italia professionisti contro Simone Califano e nello stesso anno ha conseguito il titolo di Campione Italiano ad interim nella categoria dei pesi leggeri, battendo per ko Ivan Fiorletta, non riuscendo però a confermare il titolo nei successivi tre incontri contro Simone Califano, Luca Marasco ed Emiliano Marsili.
Nel dicembre 2011 vieni chiamato per combattere in Finlandia contro l'imbattuto Edls Tatli. Di Silvio viene sconfitto ai punti, ma offre un'ottima prestazion che lo uscire fra gli applausi del pubblico.
In attesa di combattere per il Titolo Italiano, Di Silvio ha sconfitto in sei round il pugile italiano Mario Salis.
Il 30 novembre del 2012 ha l'opportunità di combattere nuovamente per il titolo Italiano, questa volta ad Ancona contro il locale Michele Focosi.Il match finisce in parità, fra le polemiche del team Focosi.
Il 12 aprile del 2013, a Jesi, nell'atteso rematch, Di Silvio batte ai punti in maniera chiara Focosi. I punteggi a favore del pugile romano sono: 97-93, 97-93, 97-94. Di Silvio è il nuovo Campione Italiano dei pesi leggeri.
Il 20 luglio a Guidonia in provincia di Roma, Di Silvio è stato sconfitto da Manuel Lancia nella difesa del titolo Italiano. Match controverso con vittoria di Lancia per Split Decision.
Dopo un match di rientro effettuato a novembre contro l'ucraino Samara, Di Silvio è attesa dall'affascinante sfida per il Titolo d'Europa dei pesi leggeri contro l'imbattuto campione Emiliano Marsili.
Il match si è disputato il 25 gennaio a Tolfa,vedendo vincitore il campione europeo, Emiliano Marsili ai punti. L'8 agosto 2014 ha affrontato Manuel Lancia a Roma, nell'incontro valevole per il titolo italiano, venendo sconfitto ai punti. Il 4 luglio 2015 affronta e sconfigge a Voghera, Francesco Acatullo per KOT, diventando per l'ennesima volta campione italiano di categoria.
Noto tifoso romanista, nel 2015 vince il Premio “Sette Colli”.